# Dolenja vas pri Polhovem Gradcu
Dolenja vas pri Polhovem Gradcu este o localitate din comuna Dobrova-Polhov Gradec, Slovenia, cu o populație de 223 de locuitori.